# Hippomaninae
Hippomaninae es una división botánica de la familia de las Euphorbiaceae. Es una subtribu de las Hippomaneae , y tiene 32 géneros:
Nota: entre paréntesis "también llamada"
•Actinostemon
•Adenopeltis
•Anomostachys
•Balakata
•Bonania (Hypocoton)
•Colliguaja
•Conosapium
•Dalembertia (Alcoceria)
•Dendrocousinsia
•Dendrothrix
•Ditrysinia
•Duvigneaudia
•Excoecaria (Commia, Glyphostylus)
•Falconeria
•Grimmeodendron
•Gymnanthes (Adenogyne, Ateramnus)
•Hippomane (Mancanilla, Mancinella) 
•Mabea
•Maprounea (Aegopicron, Aegopricon, Aegopricum)
•Neoshirakia (Shirakia)
•Pleradenophora
•Pseudosenefeldera
•Rhodothyrsus
•Sapium (Carumbium, Gymnobothrys, Sapiopsis, Seborium, Shirakiopsis, Stillingfleetia, Taeniosapium), Chinese tallow
•Sclerocroton
•Sebastiania (Clonostachys, Cnemidostachys, Elachocroton, Gussonia, Microstachys, Sarothrostachys, Tragiopsis)
•Senefeldera
•Senefelderopsis
•Spegazziniophytum
•Spirostachys, Stillingia (Gymnostillingia)
•Triadica